# Coppa del Belgio (pallanuoto maschile)
La Coppa del Belgio (in francese Coup de Belgique) è una competizione pallanuotistica maschile nazionale istituita dalla Fédération Royale Belge de Natation (FRBN).

## Albo d'oro
| Squadra           | Titoli |
| ----------------- | ------ |
| Kortrijk          | 11     |
| Mouscron          | 9      |
| Tournai           | 5      |
| Antwerpse Scaldis | 4      |
| Anversa           | 1      |
| Brussels Poseidon | 1      |
| Mechelen          | 1      |